# Лублинска унија
Лублинска унија (пољ. Unia lubelska, литв. Liublino unija, укр. Люблінська унія) је био акт, закључен 1569. године између Пољске и Литваније, који је после дугог постојања персоналне уније између ове две државе (од 1385), довео до формирања реалне уније — Државне заједнице Пољске и Литваније (персонална унија је настала удајом пољске принцезе Јадвиге за литванског кнеза Јагела).
Племићка Република пољске круне и Велике литванске кнежевине или Република оба народа — Пољско-литванска унија, имала је не само зајадничког владара, већ и скупштину, валуту, инострану и одбрамбену политику; обе земље су задржале одређену аутономију и сопствену администрацију, судове и војску. 
Овај акт потврђен је у скупштини 1. јула 1569. у пољском Лублину, што је било за владе Сигисмунда II Августа, последњег краља из рода Јагелонаца.

## Историја

### Позадина
Вођене су дуге дискусије пре потписивања уговора о унији. Литвански магнати су се плашили да ће изгубити велики део својих овлашћења, јер би унија њихов правни статус изједначила са много бројнијим пољским нижим племством. Литванија је, међутим, све више била на губитничкој страни у Московско-литванским ратовима, и до друге половине 16. века, суочила се са претњом потпуног пораза у Ливонском рату и инкорпорације у састав Руског царства. Пољско племство (шљахта), с друге стране, није било вољно да понуди већу помоћ Литванији, а да не добије ништа заузврат (чак 70% пореза прикупљених у Пољској 1560-их отишло је за подршку Литванији у њеном рату са Москвом). Пољска и литванска елита ојачале су личне везе и имале су прилике да планирају своју уједињену будућност током повећане војне сарадње. Жигмунд II Август, краљ Пољске и велики војвода Литваније, видећи опасност за Литванију и на крају за Пољску, вршили су притисак на унију, постепено добијајући све више следбеника све док нису осетили довољну подршку да насилно отерају земљопоседнике који су се противили преласку територије са Литваније на Пољску. Јасна мотивација за Сигисмунда била је то што је био последњи Јагело и није имао деце или браће који би могли да наследе престо. Стога, унија је била покушај да се сачува континуитет рада његове династије путем личне (али не и уставне) заједнице Пољске и Литваније у браку Јадвиге и Јагела. Унија је била једна од уставних промена потребних за успостављање формалне изборне монархије, која би истовремено владала у оба домена.

### Парламент из 1569.
Парламент Пољског краљевства се састао јануара 1569. у близини пољског града Лублина, али није постигао договор. Једна од спорних тачака било је право Пољака да се населе и поседују земљу у Великом кнежевству. Након што је већи део литванске делегације под вођством Миколаја „Рудија“ Раџивила из Виљнуског војводства напустио Лублин 1. марта, краљ је одговорио припајањем Подласија, Волиније, Брацлава и Кијевског војводства круни (6. јуна), уз широко одобравање локалног племства. Те историјске земље Рутеније су више од половине модерне Украјине и тада су биле значајан део територије Великог војводства Литваније. Тамошњи рутенски племићи су били жељни да искористе економске и политичке могућности које је нудила пољска сфера, и углавном су желели да њихова земља постане део Пољске круне.

## Оставштина
Лублинска унија била је Жигмундово највеће достигнуће и његов највећи неуспех. Иако је створио једну од највећих држава у савременој Европи, која је опстала више од 200 година, Жигмунд није успео да спроведе реформе које би успоставиле функционалан политички систем. Надао се да ће ојачати монархију уз подршку нижег племства и уравнотежити моћ нижег племства и магната. Међутим, док је сво племство у Комонвелту у теорији било једнако пред законом, политичка моћ магната није значајно ослабљена, и на крају су пречесто могли да подмићују или приморавају своју ниже рангирану браћу. Поред тога, краљевска моћ је наставила да опада, и док су суседне државе наставиле да се развијају у јаке, централизоване апсолутне монархије, Комонвелт је са својом Златном слободом клизио у политичку анархију која га је на крају коштала самог постојања.
Данашња Република Пољска себе сматра наследницом Заједнице Пољске-Литваније, док је међуратна Република Литванија на стварање Комонвелта гледала углавном у негативном светлу.
Оригинални документ уврштен је у Унесков светски регистар памћења 2017. године.
Лублински троугао, регионални савез између Пољске, Литваније и Украјине, назван је у односу на Лублинску унију.